# José Tarré y Sans
José Tarré y Sans (1884, Canet de Mar (Barcelona)- 1957, España) fue un sacerdote y publicista español. 
Cursó la carrera eclesiástica ordenándose en 1907. Especializado en Ciencias Litúrgicas y en la Historia del Arte Cristiano, se doctoró en Sagrada Teología en 1909. Gran parte de sus actividades las dedicó a las publicaciones de arte y literatura cristiana. Fue director de la revista Vida Cristiana desde 1913 y de La Hormiga de Oro desde 1926, sustituyendo al que fue redactor de La Vanguardia, Eleuterio Pibernat y Miguel (1884-1926), al fallecimiento de este. Con anterioridad publicó la «Hoja Dominical» de la diócesis, desde 1907 hasta 1913. Publicó, entre otras obras: Nociones de Liturgia, Los Evangelios, El Arte y la Liturgia, Eucologio (en colaboración), Misal Romano (dos volúmenes), El Cardenal Mercier. Fue durante muchos años capellán, de la Casa Provincial de Maternidad, y después, de la Casa de Vilasar de Mar.